# Нерон (коммуна)
Неро́н (фр. Neyron) — коммуна во Франции, находится в регионе Рона — Альпы. Департамент — Эн. Входит в состав кантона Мирибель. Округ коммуны — Бурк-ан-Брес.
Код INSEE коммуны — 01275.

## География
Коммуна расположена приблизительно в 390 км к юго-востоку от Парижа, в 10 км северо-восточнее Лиона, в 50 км к юго-западу от Бурк-ан-Бреса.
На юге коммуны проходит канал Мирибель.

## Климат
Климат полуконтинентальный с холодной зимой и тёплым летом. Дожди бывают нечасто, в основном летом.

## Население
Население коммуны на 2010 год составляло 2472 человека.
| 1962 | 1968 | 1975 | 1982 | 1990 | 1999 | 2010 |
| ---- | ---- | ---- | ---- | ---- | ---- | ---- |
| 951  | 1032 | 1138 | 1326 | 1723 | 2155 | 2472 |

## Администрация
| Период | Период | Фамилия        | Партия | Примечания |
| ------ | ------ | -------------- | ------ | ---------- |
| 1999   | 2003   | Пьер Марселлен |        |            |
| 2003   | 2020   | Андре Гадьоле  |        |            |

## Экономика
В 2010 году среди 1639 человек трудоспособного возраста (15—64 лет) 1262 были экономически активными, 377 — неактивными (показатель активности — 77,0 %, в 1999 году было 72,8 %). Из 1262 активных жителей работали 1169 человек (609 мужчин и 560 женщин), безработных было 93 (48 мужчин и 45 женщин). Среди 377 неактивных 179 человек были учениками или студентами, 122 — пенсионерами, 76 были неактивными по другим причинам.

## Фотогалерея

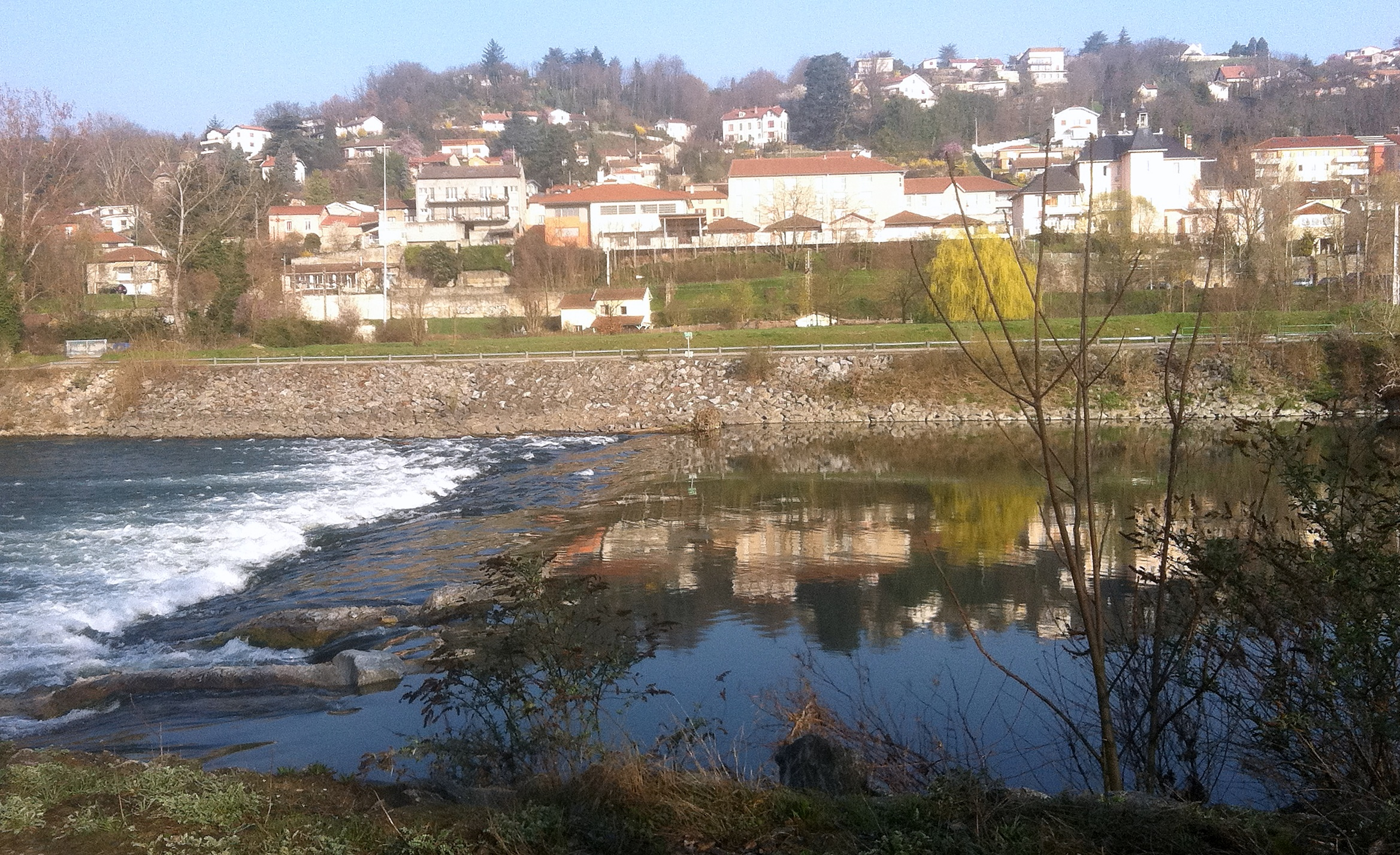
Нерон
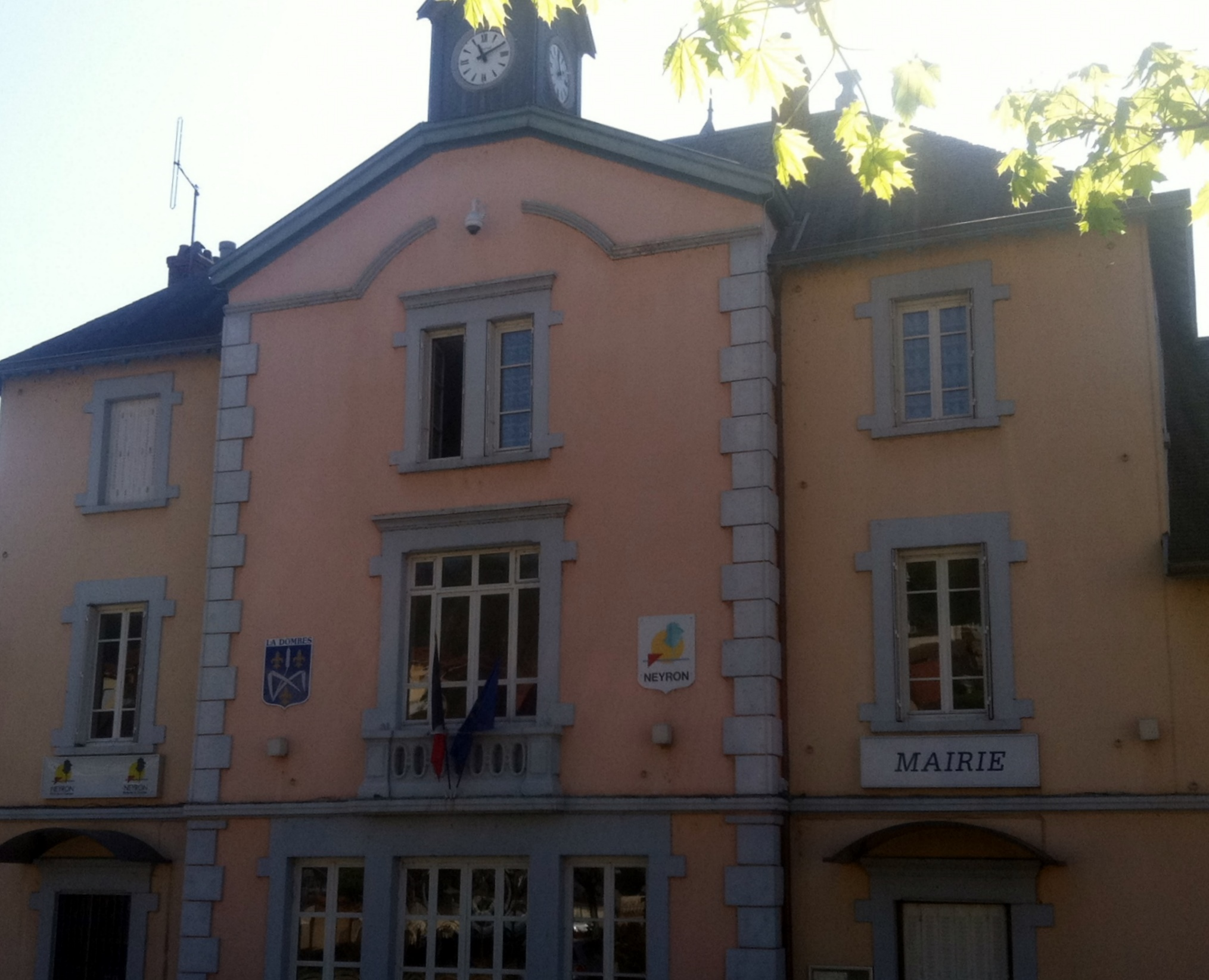
Мэрия
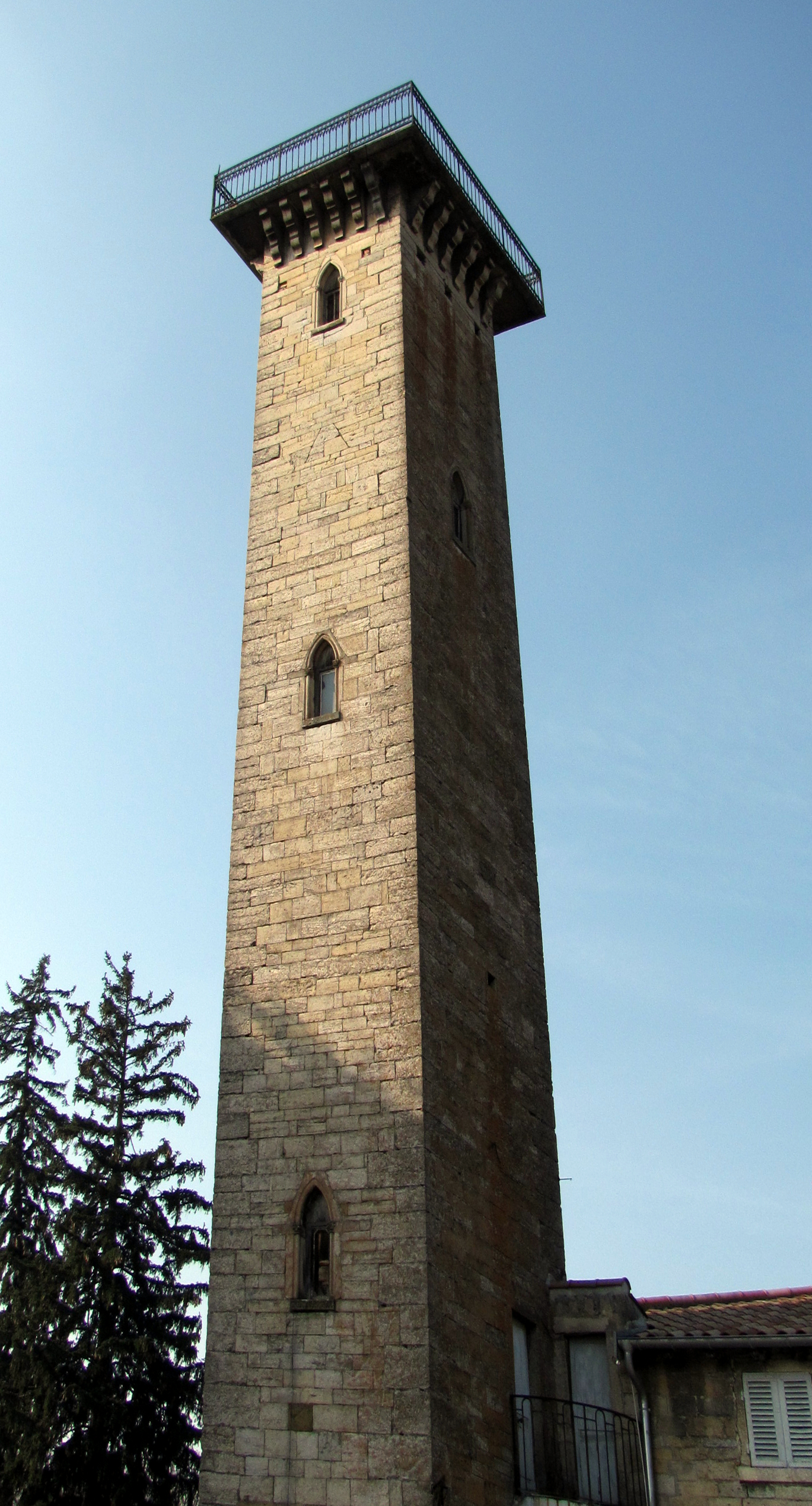
Башня Сермена
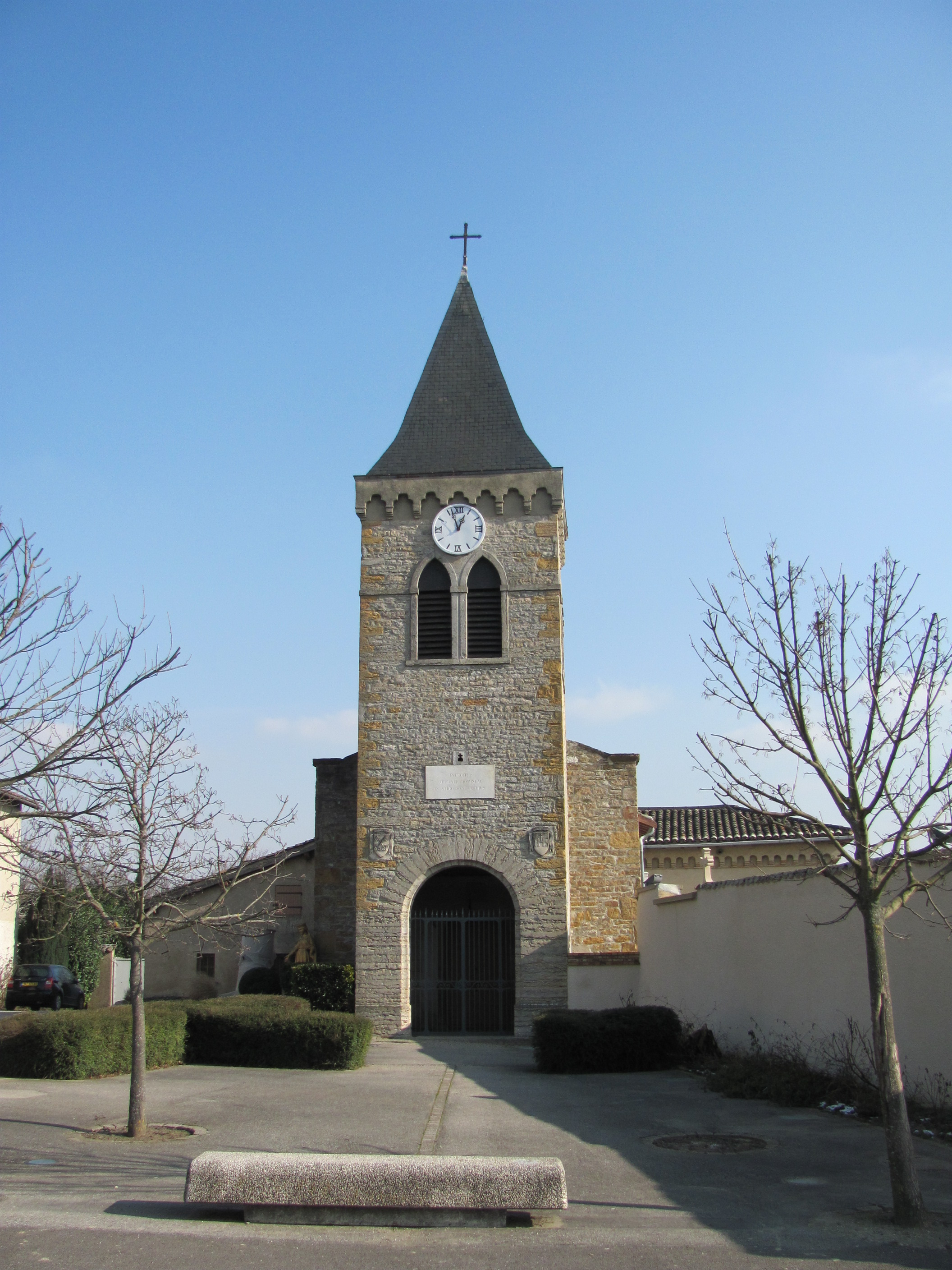
Церковь Сен-Дидье
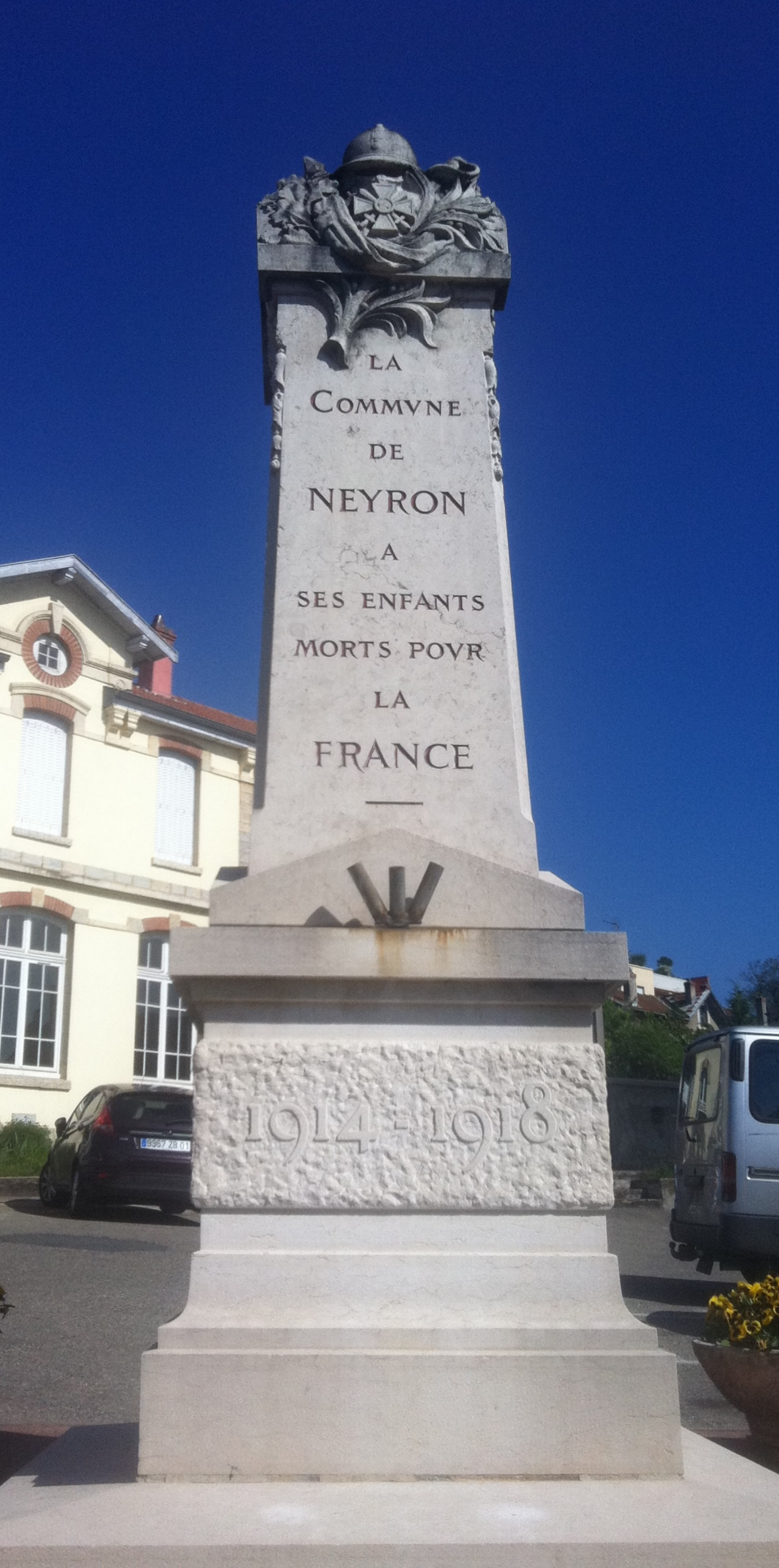
Военный мемориал
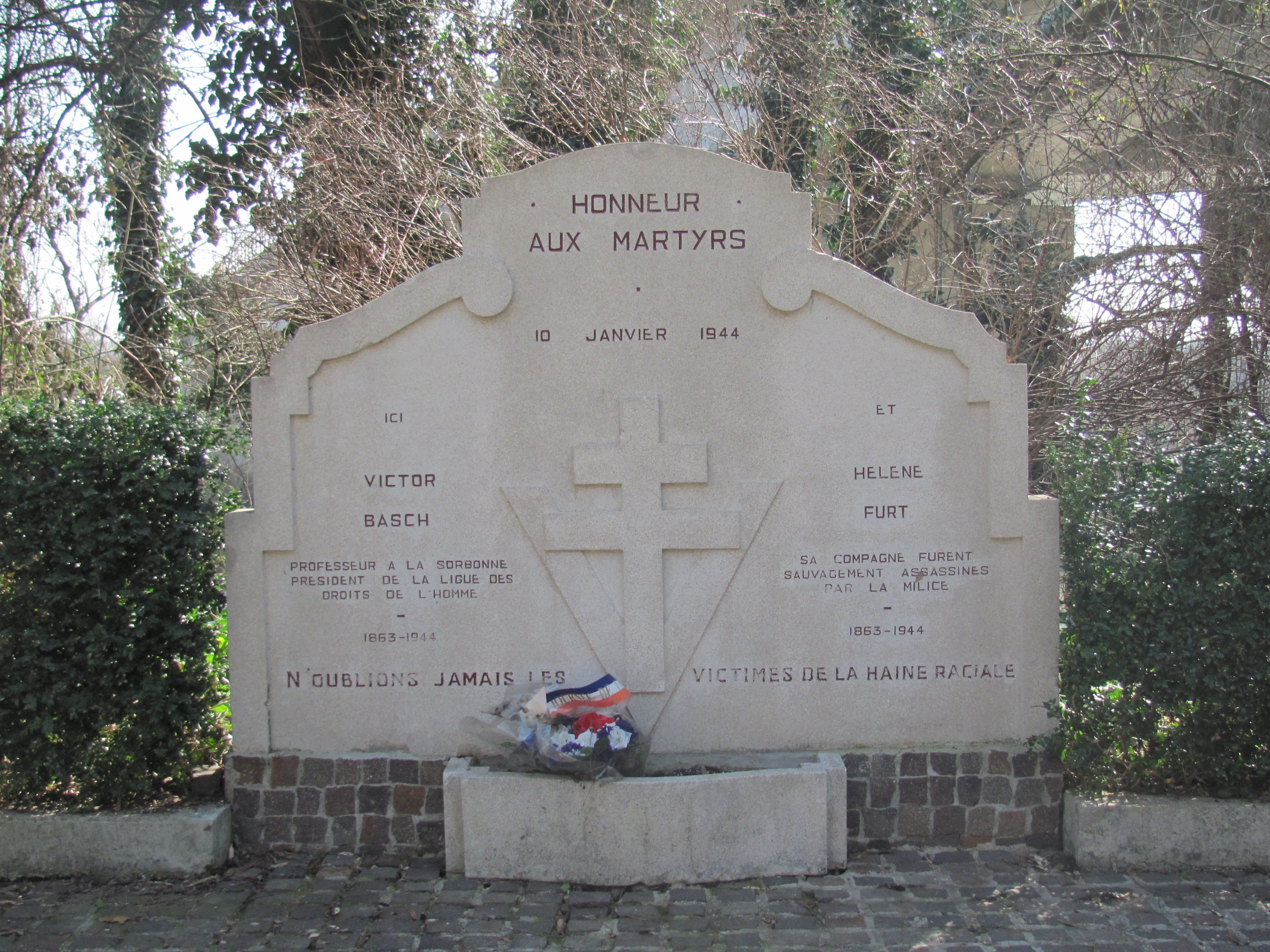
Мемориал Элен[фр.] и Виктора Баш[фр.]